# Csupasztorkú géb
A csupasztorkú géb vagy fekete-tengeri géb (Babka gymnotrachelus) a sugarasúszójú halak (Actinopterygii) osztályának sügéralakúak (Perciformes) rendjébe, ezen belül a gébfélék (Gobiidae) családjába és a Benthophilinae alcsaládjába tartozó faj.

## Rendszertani besorolása
A FishBase szerint a Babka csontoshal-nem a gébfélék családjába tartozik, de nincs valamelyik alcsalád alá rendelve. A nemnek a Benthophilinae alcsládba való sorolása az angolwiki és a Wikifajok miatt van.
Ezt a halfajt korábban a Neogobius nembe sorolták, de a molekuláris vizsgálatok eredményeként a kutatók megállapították, hogy valójában külön nembe kéne helyezni. Így megalakították neki a Babka nemet.
A Babka csontoshal-nem egyetlen faja.

## Előfordulása
A csupasztorkú géb a Fekete-tenger nyugati és északi részébe, beleértve az Azovi-tengert is, ömlő folyókban és brakvizekben él. A Duna vízgyűjtő körzete Bukarest magasságáig. A Kaszpi-tengerben is megtalálható.

## Megjelenése
A hal testhossza 12-15 centiméter, legfeljebb 16,2 centiméter. 6 centiméteresen már felnőttnek számít. 54-69, többnyire 56-68 pikkelye van egy hosszanti sorban. Fejtetője, tarkója, a mellúszók tövi része, kopoltyúfedői és torka pikkelyek nélküli. Nincs úszóhólyagja.

## Életmódja
Ez a mérsékelt övi gébféle egyaránt megél az édes- és brakkvízben is. Megtalálható a lagúnákban, tavakban, nagy folyókban, de a gyors folyású patakokban is. A dús vízinövényzettel borított, homokos és iszapos fenéken érzi jól magát. A 4–20 Celsius-fokos hőmérsékletet kedveli. Tápláléka mindenféle apró fenéklakó, például: felemáslábú rákok (Amphipoda), árvaszunyoglárvák (Chironomidae), soksertéjűek (Polychaeta), valamint puhatestűek (Mollusca) és kisebb halak is.
Legfeljebb 5 évig él.

## Szaporodása
Körülbelül 2 évesen válik ivaréretté. Április–júniusban ívik, néha augusztus közepéig is eltart az ívási időszaka. A nőstény, csak egy ívási időszakot él át, de ebben többször is ívhat. A hím őrzi és gondozza a ragadós ikrákat. Az ikrákat vízinövényekre, kövekre és puhatestűek házaira rakja le a nőstény.

## Képek

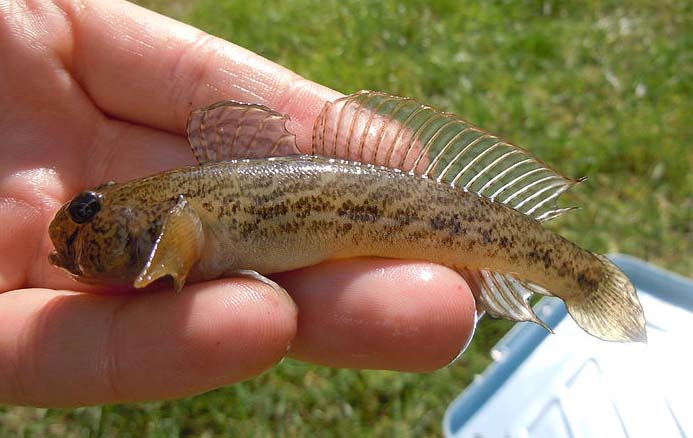
Kézben tartott példány
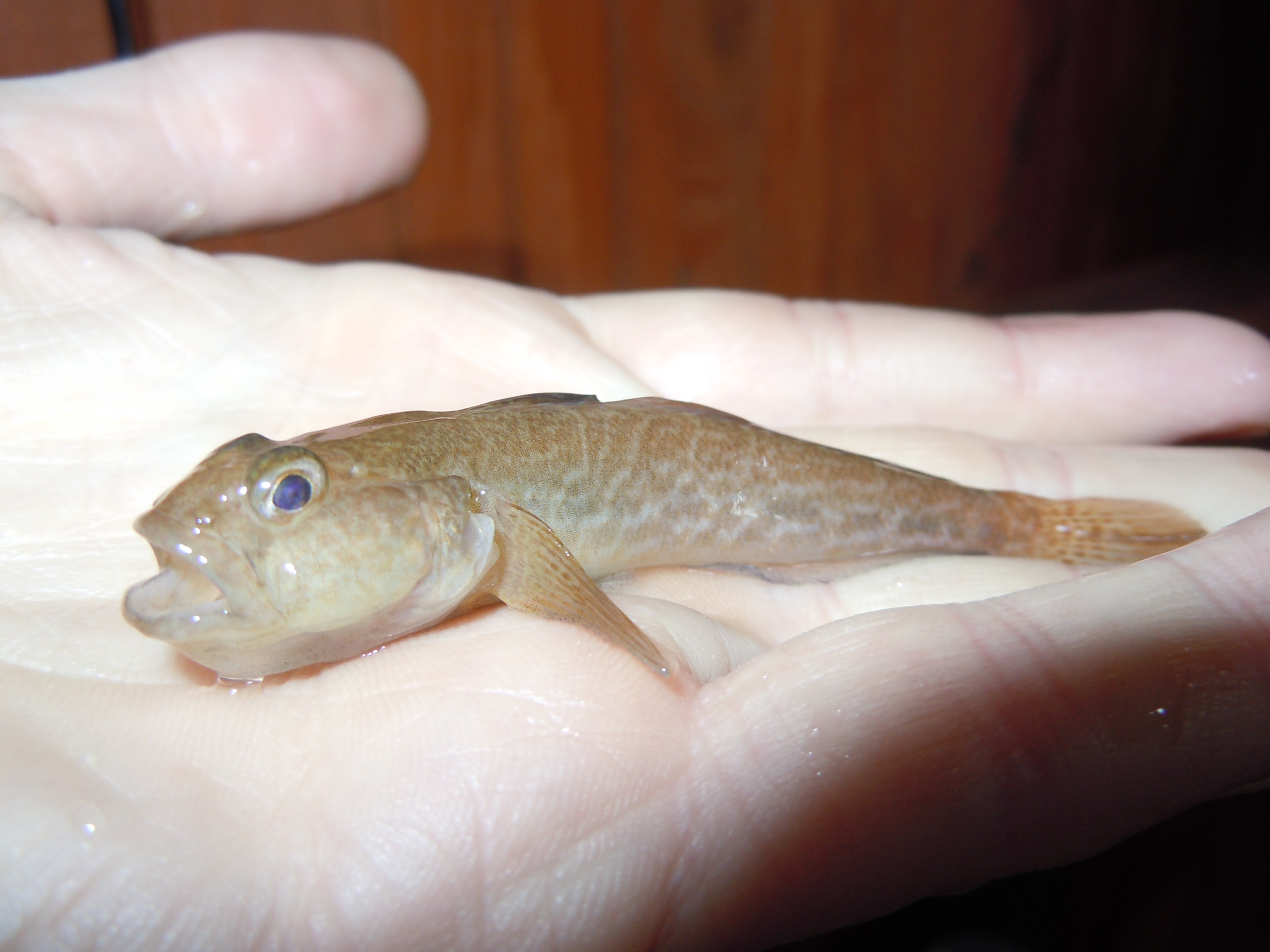
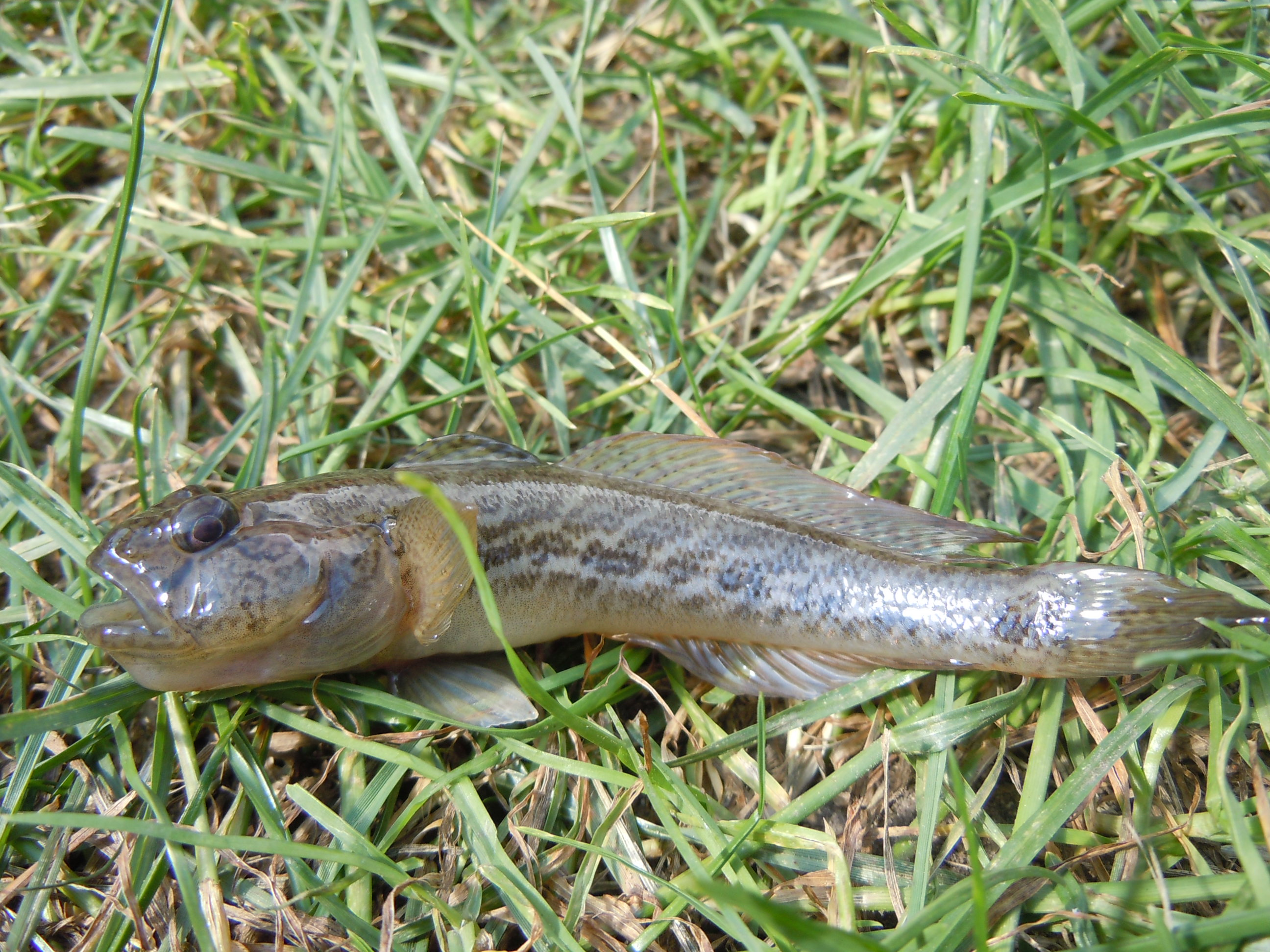
A fűvön
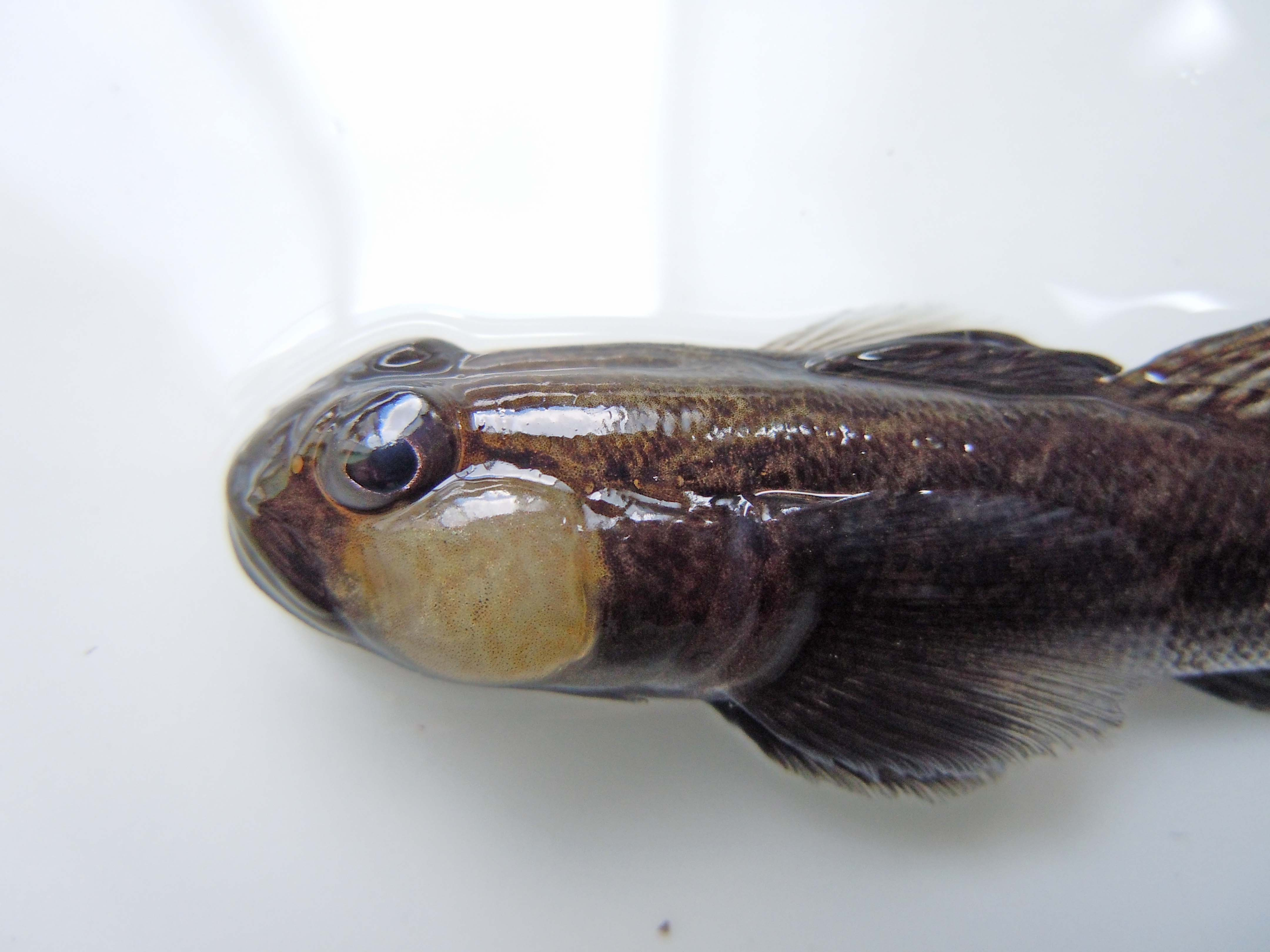
Portré